# Ctenitis refulgens
Ctenitis refulgens är en träjonväxtart som först beskrevs av Kl. och Georg Heinrich Mettenius, och fick sitt nu gällande namn av Vareschi. Ctenitis refulgens ingår i släktet Ctenitis och familjen Dryopteridaceae. Inga underarter finns listade.